# 李志海
李志海（1982年8月2日—），已退役中国足球运动员，司职后卫，现效力于中国足球协会业余联赛球队肇庆恒泰。

## 职业生涯
李志海出生于广东省韶关地区清远县（现清远市），幼时随父母移居广州，并开始接触足球。17岁时李志海进入广州青年队，先后代表球队参加了广东省运动会及城市运动会。2000年，李志海作为广州青年队(即广州锐克)主力球员参加乙级联赛。
2001年，李志海还代表广东队参加九运会。2002年，李志海进入广州队的一线队(当时球队名为广州香雪)，与李志海同时期进队的还有戴宪荣和黄志毅。
2004年，球队易名广州日之泉后，李志海首次成为广州队队长，但踢了4场比赛之后就被下放到二队。 2007年，随广州医药夺得中甲联赛冠军并且成功冲上中超。

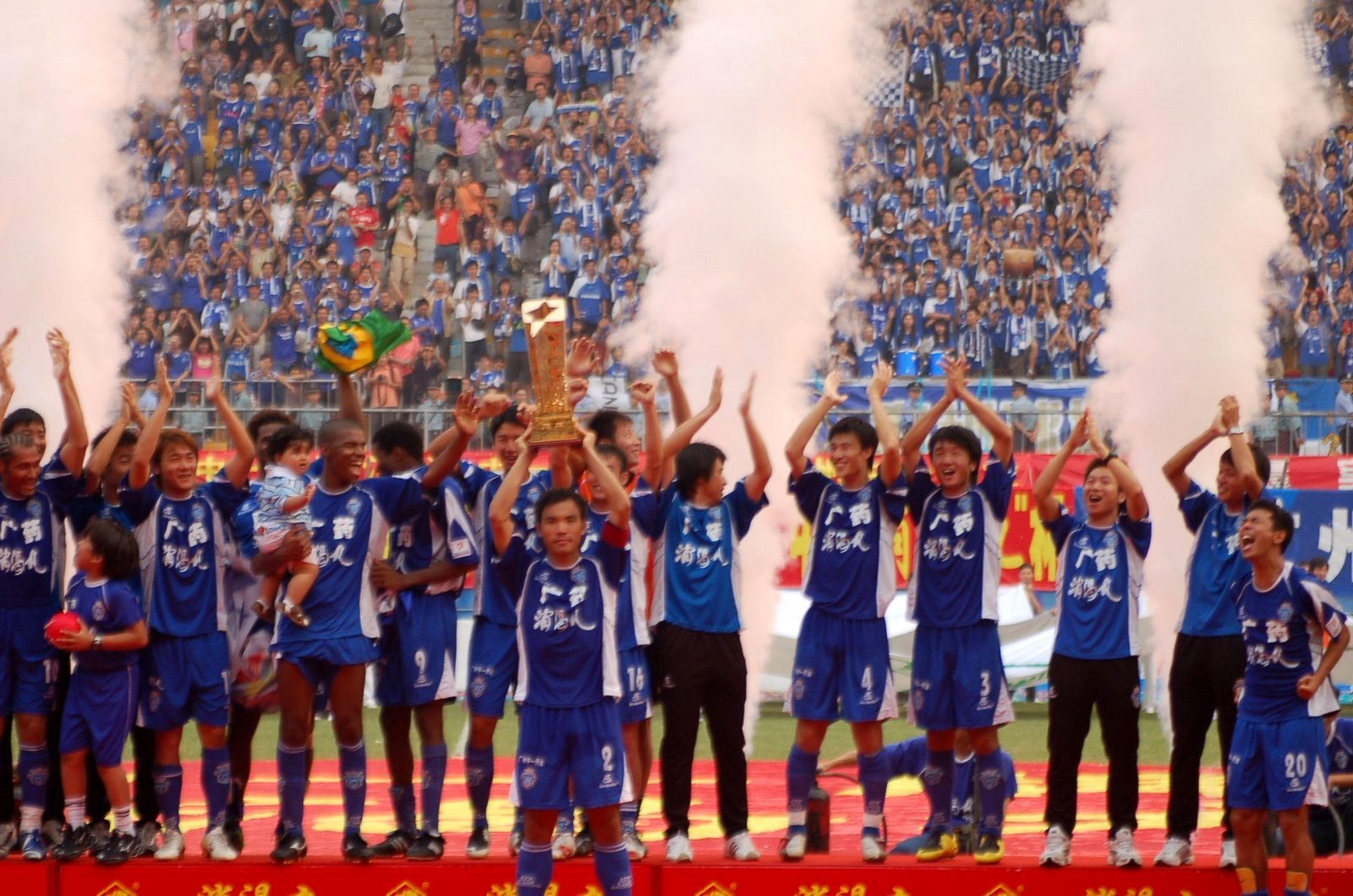
李志海在2007赛季捧得中甲冠军

2008年6月25日，李志海在广州医药客场挑战天津泰达的比赛中和对手巴西前锋埃贝尔·路易斯·库奇发生冲突，最终被中国足协处于停赛八场，罚款8000元的处罚。
2009年在广州医药客场与深圳红钻的广东德比中，李志海头球攻入个人首个中超进球。2010年，李志海随广州恆大再一次夺得中甲联赛冠军。
2011年2月，李志海终要离开效力多年的广州队，与卢琳一同转会到广东日之泉，并担任广东日之泉队长。同年9月，因球队认定李志海在主场与上海东亚的中甲联赛中表现失常，最终被俱乐部“双停”(即停训、停赛)的内部处罚。在“双停”后，李志海为保持竞技状态，在随后的半年里跟随肇庆立讯打了一个赛季的粤超五人制足球联赛。
2012年，李志海短暂加盟澳门甲组足球联赛球队名门世家加义。4月，李志海以自由转会方式加盟新成立的中国足球乙级联赛球队深圳名博。但为深圳名博出场2次后，李志海又回到名门世家加义参加澳门联赛。2012年6月的二次转会期间，李志海和遭遇防守危机的广东日之泉兵释前嫌，重返球队。6月23日，李志海在他回归的第一场中甲联赛首发登场，帮助广东日之泉客场2比0击败北京八喜。但在7月22日广东日之泉客场0比4惨败呼和浩特东进后，李志海没有再进入日之泉的比赛名单，日之泉主帅曹阳表示这是由于他的身体状况不达标，但有消息称李志海因此有再度离开日之泉的计划。
2013年1月，李志海加盟澳门甲组足球联赛球队鄒北記，1月20日，在鄒北記0比5不敌名门世家加义的比赛中首发出场。2月份，李志海回归广东日之泉。

## 执教生涯
2014年，李志海退役并成为广东日之泉的助理教练。
2016年中，成为广州富力在港超的R&F富力球队主教练。

## 个人
- 最喜欢的球员：罗纳尔迪尼奥
- 最喜欢的球队：曼联